# Antonio Molina (ciclista)
Antonio Molina Canet (nascido em 4 de janeiro de 1991) é um ciclista profissional espanhol. Debutou como profissional no ano de 2014 com a equipe Caja Rural.